# Próquiro

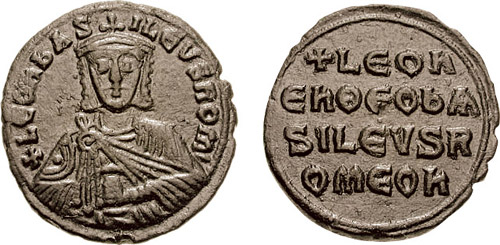
Fólis de r.

Próquiro (em grego: πρόχειρον; romaniz.: Prócheiron) ou Próqueiro Nomo (em grego: πρόχειρος Νόμος; romaniz.: Prócheiros Nómos; lit. "Manual; A lei pronta à mão") é um livro de jurisprudência bizantino de 40 títulos criado durante o reinado do imperador Leão VI, o Sábio (r. 886–912). Originalmente pensou-se que teria sido feito entre os anos 870-879, mais precisamente em 872, porém estudos recentes mostram que consiste numa revisão do anterior Epanagoge, tenso sido produzido em 907 por ordens do imperador.
O autor do Próquiro é atualmente desconhecido, entretanto um Simbácio citado no "Epítome das Leis" (epitome legum) pode ter participado em sua composição. O objetivo da obra foi eliminar eventuais falsificações e adulterações presentes no Epanagoge que foram atribuídas por Fócio. Além das menções feitas ao Código de Justiniano, que serviu como base legal da obra, o Próquiro também conta com novas regulamentações de Leão VI. Basicamente o texto compreende o direito privado e penal. Ele foi transmitido em numerosos manuscritos e serviu como base legal para outros livros, como o Hexábiblos de Constantino Armenópulo.